# Neonesidea oligodentata
Neonesidea oligodentata is een mosselkreeftjessoort uit de familie van de Bairdiidae. De wetenschappelijke naam van de soort is voor het eerst geldig gepubliceerd in 1913 door Kajiyama.